# Andrzej Lubomirski

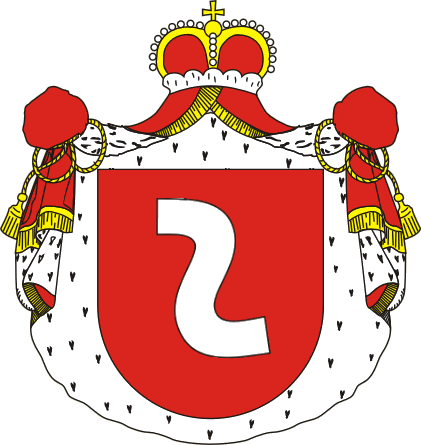
Herb Lubomirskich Szreniawa bez Krzyża

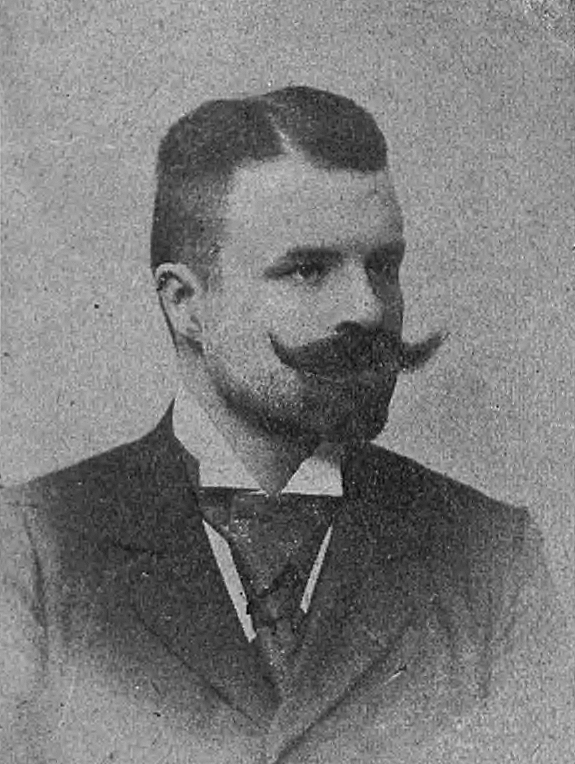
książę Andrzej Lubomirski (1907)

Andrzej Lubomirski książę h. Szreniawa bez Krzyża (ur. 22 lipca 1862 w Krakowie, zm. 29 listopada 1953 w Jacarezinho) – polski poseł, kurator literacki, działacz gospodarczy i społeczny, trzeci i ostatni ordynat przeworski.

## Życiorys
Urodził się w rodzinie Jerzego Henryka i Cecylii hr. Zamoyskiej h. Jelita (1831–1904), polityka galicyjskiego. Był trzecim, po swym ojcu, ordynatem przeworskim.
Dzieciństwo spędził na zamku w Krakowie. 1873–1880 kształcił się w Gimnazjum św. Anny w Krakowie. 1880–1886 studiował na wydziale prawa na Uniwersytecie Karola w Pradze. W 1886 uzyskał doktorat z prawa i wrócił do Przeworska.
Był jednym z przywódców konserwatystów galicyjskich, kuratorem Ossolineum we Lwowie, członkiem austriackiej Izby Panów od 1887 i prezesem Galicyjskiego Towarzystwa Muzycznego we Lwowie od 1897. W połowie 1895 został mianowany konserwatorem na obwód sanocki w sekcji I dla przedmiotów z czasów przedhistorycznych i starożytnej sztuki klasycznej.
Posłował na Sejm Galicyjski od 1898, później do Rady Państwa w Wiedniu w Wiedniu XI kadencji (1907–1911). 1889–1901 był konserwatorem zabytków historycznych i sztuki w Galicji Zachodniej. Zasłynął jako krzewiciel przemysłu krajowego. Od 1904 był prezesem Ligi pomocy przemysłowej dla Galicji. W 1908 został mianowany tajnym radcą. Został jednym ze wspólników fabryki cukierniczej „Dr. Jan Rucker i Sp.” we Lwowie. Członek i działacz Galicyjskiego Towarzystwa Gospodarskiego, członek jego Komitetu (23 czerwca 1889 – 20 czerwca 1914). Członek Towarzystwa Kółek Rolniczych we Lwowie, prezes jego Zarządu Powiatowego w Przeworsku (1914).
Według stanu z 1914 był prezesem Własnego Galicyjskiego Zakładu Kredytowego Krajowego Związku Zdrojowisk i Uzdrowisk we Lwowie. Po wybuchu I wojny światowej w 1914 jako przedstawiciel Podolaków był członkiem sekcji wschodniej Naczelnego Komitetu Narodowego. W 1919 był na konferencji pokojowej w Paryżu ekspertem delegacji polskiej zajmującym się zagadnieniami gospodarczymi. Wiceprezes Rady Centralnego Związku Polskiego Przemysłu, Górnictwa, Handlu i Finansów w 1920. 
W 1925 w swojej posiadłości przy młynie w Gorzycach założył kaplicę mszalną, a księżna Eleonora wyposażyła ją w paramenty liturgiczne. 1930–1935 był posłem na sejm RP III kadencji wybranym z listy Bezpartyjnego Bloku Współpracy z Rządem. 9 grudnia 1930, w dniu otwarcia sejmu III kadencji, pełnił funkcję marszałka seniora.
W 1939 został wraz z synem Jerzym Rafałem aresztowany przez Niemców i osadzony na zamku rzeszowskim. Po kilku tygodniach wypuszczony i osadzony w areszcie domowym. W lipcu 1944 wyjechał do Mszany Dolnej, a następnie tułał się po Europie. W 1946 trafił do przytułku dla starców w Belgii. Bezskutecznie starał się o powrót do Przeworska. W 1952 wyjechał do Jacarezinho w Brazylii, gdzie w 1953 zmarł.
Po sprowadzeniu szczątków z Brazylii, 20 stycznia 2024 odbył się jego pogrzeb w Przeworsku, gdzie spoczął w krypcie rodowej pod Kaplicą Bożego Grobu w Bazylice kolegiackiej Ducha Świętego.

## Rodzina
Był bratem Teresy (1856–1883), Elżbiety (1858–1859), Marii (1860–1942) oraz Kazimierza
.
Od 5 maja 1885 był mężem Eleonory Teresy Jadwigi hr. Husarzewskiej h. wł. (1866–1940), z którą miał trzy córki: Helenę Marię po mężu Sierakowską, Teresę Izabelę Karolinę (1888–1964) i Marię Innocentę Ewę (1894–1979) oraz syna Jerzego Rafała.

## Odznaczenia
3 maja 1928 został odznaczony Krzyżem Komandorskim Orderu Odrodzenia Polski.